# Exlibris (pismo)
Exlibris – pismo bibliofilskie wydawane nieregularnie w latach 1917–1929, najpierw we Lwowie, a od 1924 w Krakowie przez Towarzystwo Miłośników Książki. Redaktorami pisma byli: F.K. Biesiadecki, B. Janusz, L. Bernacki, K. Piekarski, A.L. Birkenmajer. Na łamach pisma ukazywały się artykuły z zakresu wiedzy o książce, historii piśmiennictwa i popularyzacji nowoczesnych metod badań księgoznawczych.
W czasopiśmie w latach 1914–1922 ukazywała się Bibliografia Bibliofilstwa i Bibliografii Polskiej Tadeusza Wisłockiego, która stała się zaczątkiem Polskiej Bibliografii Bibliologicznej.